# Ем Ви Пи
Хасан Хамин Асад (на английски: Hassan Hamin Assad; роден на 28 октомври 1973 г., с рождено име Алвин Бърк, Младши), е американски професионален кечист, най-добре познат от времето си в World Wrestling Entertainment. Там той използва името
Montel Vontavious Porter (Монтел Вонтейвиъс Портър)  или за по-кратко MVP (Ем Ви Пи).